# WinSCP
WinSCP es una aplicación libre y de código abierto. WinSCP es un cliente SFTP gráfico para Windows que emplea SSH. El anterior protocolo SCP también puede ser empleado. Su función principal es facilitar la transferencia segura de archivos entre dos sistemas informáticos, el local y uno remoto que ofrezca servicios SSHNewbie.
El desarrollo de WinSCP comenzó alrededor de marzo del 2000 y continúa. Originalmente fue hospedado por la Universidad de Economía de Praga, donde su autor trabajó en ese momento. Desde el 16 de julio de 2003, está licenciado bajo la licencia GNU GPL, y el código fuente de WinSCP y las descargas están hospedadas en SourceForge.
WinSCP se basa en la implementación del protocolo SSH de PuTTY y el protocolo FTP de FileZilla. También está disponible como un complemento para el administrador de archivos Altap Salamander, y existe un complemento de terceros para el administrador de archivos FAR Manager.
WinSCP dispone de dos interfaces, permitiendo al usuario escoger una u otra. Las dos tienen variaciones en sus opciones de configuración y ofrecen un alto grado de personalización.

## Características
- Tiene interfaz gráfica (GUI).
- Traducido a varios idiomas.
- Se puede integrar con Windows (arrastrar y soltar, URL y accesos directos).
- Cuenta con soporte para operaciones comunes de archivos.
- Soporte para protocolos SFTP y SCP sobre SSH-1 y SSH-2, protocolo FTP, protocolo WebDAV y protocolo Amazon S3.
- Tiene soporte de operaciones programadas (batch), incluyendo la interfaz y los guiones de línea de comandos.
- Puede sincronizar los directorios de distintas maneras, semi o completamente automatizadas.
- Tiene integrado un editor de texto.
- Podemos decidir si deseamos que se guarde la información de sesión.
- Soporte para contraseña SSH, teclado interactivo, clave pública y autenticación Kerberos (GSS).
- Se integra con Pageant (agente de autenticación PuTTY) para brindar soporte completo para autenticación mediante clave pública con SSH.
- Tiene una interfaz parecida a Norton Commander (panel dual) y al Explorador de Windows (panel único).
- Opcionalmente almacena información de la sesión.
- Opcionalmente importa información de sesión de las sesiones PuTTY en el registro.
- Permite guardar los ajustes realizados al programa en un archivo de configuración en lugar de en el registro de Windows, lo que suministra su uso desde dispositivos portátiles, como discos GVC y USB.

## WinSCP como editor remoto

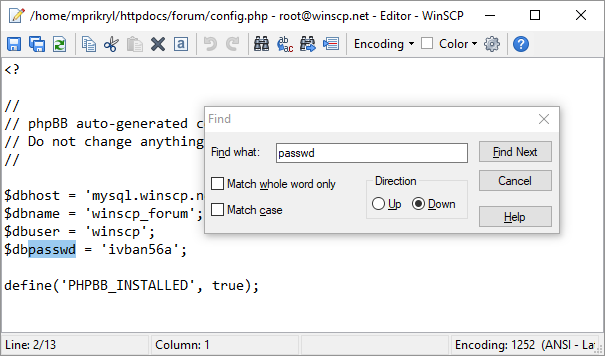
Editor integrado de WinSCP

WinSCP puede actuar como un editor remoto. Cuando el usuario hace clic en un archivo (texto) en el administrador de archivos remoto, transfiere el archivo a la máquina local y lo abre en el editor integrado, donde los usuarios de Windows pueden sentirse como en casa. Alternativamente, el usuario puede elegir editores locales basados en extensiones de archivo. Cada vez que se guarda el documento, la versión remota se actualiza automáticamente.